# Mount Pleasant (Utah)
Pour les articles homonymes, voir Mount Pleasant.
Mount Pleasant est une ville américaine située dans le comté de Sanpete, dans l’Utah. Lors du recensement de 2000, sa population s’élevait à 2 707 habitants. Superficie totale : 7,3 km2 (2,8 mi2).

## Histoire
La ville a été fondée en 1852 par des pionniers mormons venus de Manti. Ils avaient été précédés par des éclaireurs un an auparavant. À l’époque Mount Pleasant s’appelle Hambleton, du nom de Madison Hambleton, qui menait les premiers habitants. Mount Pleasant est incorporée en 1868. Dans les années 1890, c’est la ville la plus peuplée du comté.

## Galerie photographique

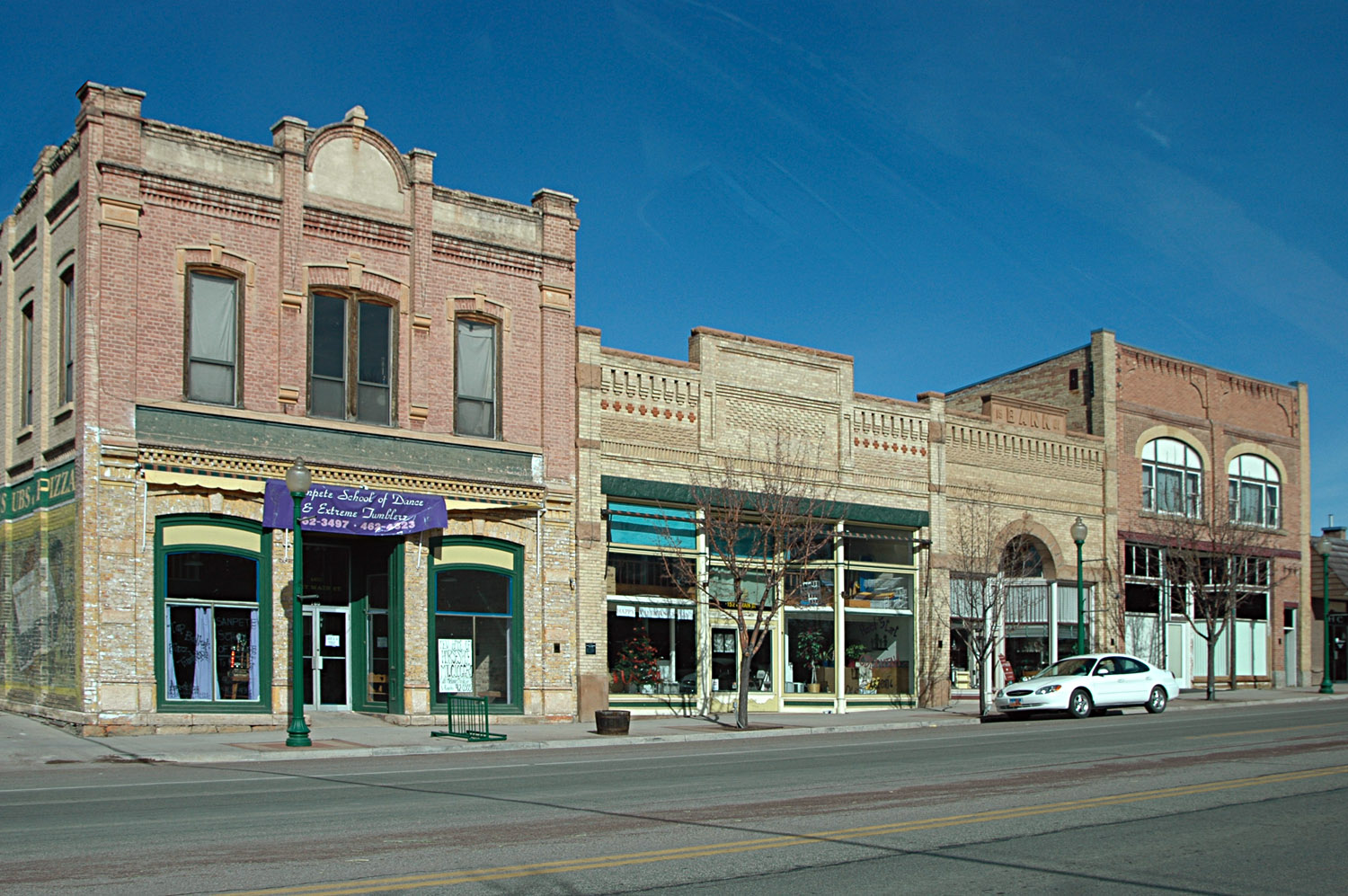
Bâtiments historiques de Mount Pleasant.
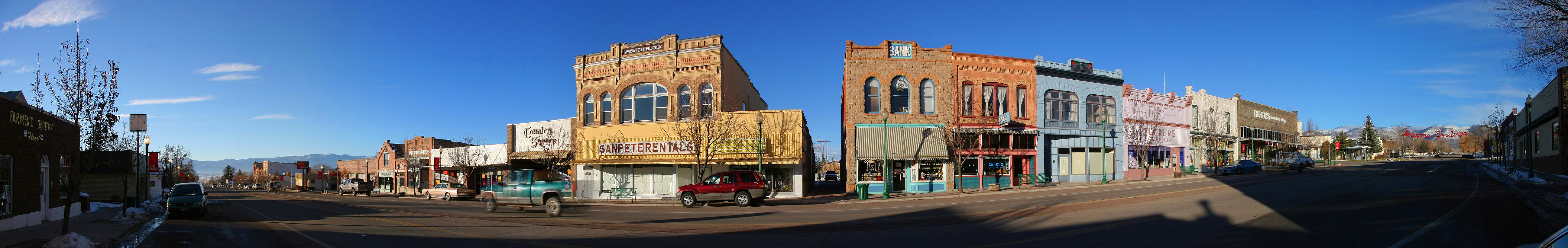
Bâtiments du centre-ville de Mount Pleasant.